# Ruellia latisepala
Ruellia latisepala är en akantusväxtart som beskrevs av Raymond Benoist. Ruellia latisepala ingår i släktet Ruellia och familjen akantusväxter. Inga underarter finns listade i Catalogue of Life.